# Litsea perrottetii
Litsea perrottetii là loài thực vật có hoa trong họ Nguyệt quế. Loài này được (Blume) Fern.-Vill. miêu tả khoa học đầu tiên năm 1880.